# Käre Jesus, här vi stå
Käre Jesus, här vi stå är en psalmtext för dop diktad av den tyske psalmförfattaren Benjamin Schmolck. 
Den tyska originaltiteln är Liebster Jesu, wir sind hier.  Texten har 3-4 sexradiga verser och melodin, som bör sjungas mycket lågt och tyst, är komponerad av 1600-talskompositören Johann Rudolph Ahle. Texten översattes till engelskan av Catherine Winkworth och gavs titeln Blessed Jesu! here we stand. Psalmen finns med i The English Hymnal with Tunes som nr 336. På svenska finns psalmen medtagen i den amerikanska psalmboken Herde-Rösten 1892 för emigrerade svenskar anslutna till Missionsförbundet i USA.

## Publicerad i
- Herde-Rösten 1892 som nr 500 under rubriken "Dopsånger:"